# 884 a.C.

## Eventos
- Fundação de Cartago por Dido.[1]
- Zambri torna-se rei em Israel, seu reinado dura somente sete dias e é sucedido por Amri cujo reinado por seu turno dura até 873a.C.
- Amri sobe ao trono de Israel no lugar de Zambri, reinou durante doze anos (até 873a. C.) foi sucedido por Acab